# Cannamele (Messina)
Cannamele è un rione della III Circoscrizione del comune di Messina, situato nella zona Sud della città, a valle della via Giuseppe La Farina, tra la via San Cosimo e via Roosevelt.

## Toponimo
Il suo nome deriva dalla canna da zucchero (cannamele).

## Storia
La canna da zucchero fu importata in Sicilia dagli Arabi e venne coltivata in varie aree dell'isola, anche se non in modo intensivo. Nella Lettera a un tesoriere di Palermo di Ugo Falcando si legge che era coltivata nella pianura di Palermo sottostante il Monte Pellegrino e in altre aree non bene identificate. Tra queste alcune zone lungo la fascia costiera jonica, da Messina a Siracusa.
 In un'area prossima a Messina denominata "Cannamele", alcuni agricoltori si dedicarono alla coltivazione della pianta saccarifera e sorsero anche gli impianti per la sua lavorazione, che venivano chiamati "trappeti".
Dopo il XVIII secolo questa attività iniziò a decadere per la concorrenza dei prodotti americani. Con l'Unità d'Italia, la coltivazione della canna e la produzione dello zucchero cessarono a causa della politica fiscale del governo che favoriva lo zucchero di barbabietola prodotto in Nord Italia.
Dopo il terremoto del 1908 con la ricostruzione della città di Messina e la sua espansione verso Sud, i terreni del rione vennero espropriati per costruire parte delle case del Messina e delle casette provvisorie per i terremotati. Il rione è inserito nei progetti di risanamento urbanistico della città.

## Luoghi di culto
Chiesa parrocchiale dedicata ai Santi Pietro e Paolo.